# 후지와라 요시히데

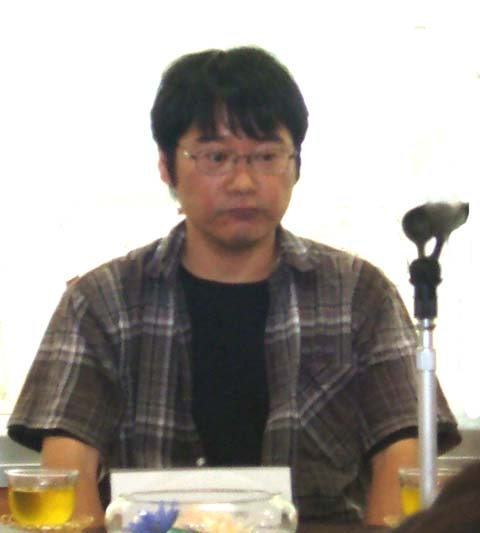

후지와라 요시히데(藤原 芳秀, ふじわら よしひで, 1966년 6월 13일 ~ )는 일본의 만화 작가이다.

## 작품
- 권법소년[1]